# 오바 아키라
오바 아키라(일본어: 大場 啓, 1976년 4월 2일 ~ )는 일본의 전 축구 선수이다.

## 구단 경력
과거 도쿠시마 보르티스에서 활동하였다.